# RCTI
RCTI (Rajawali Citra Televisi Indonesia) é uma rede de televisão da Indonésia.

## Programas
Seputar Indonésia - Na data 2 de novembro 1990, o programa "Seputar Jacarta" foi oficialmente alterado para Seputar Indonésia.